# John G. Roberts, Jr.
Pour les articles homonymes, voir Roberts.
Cet article possède un paronyme, voir John Roberts.
John Glover Roberts, Jr., né le 27 janvier 1955 à Buffalo, est un juge américain. Il est président (Chief Justice) de la Cour suprême des États-Unis depuis le 29 septembre 2005.
Le 19 juillet 2005, Roberts est nommé par le président George W. Bush en tant qu'Associate Justice (juge) à la Cour suprême des États-Unis, afin de remplacer Sandra Day O'Connor, démissionnaire le 1er juillet. Le 5 septembre suivant, Bush le nomme président de la Cour, en remplacement de William Rehnquist, mort deux jours auparavant. À l'âge de 50 ans, il devient le premier juge nommé à la Cour suprême depuis onze ans et le plus jeune depuis deux siècles (John Marshall en 1801) à en prendre la présidence. 
Globalement conservateur, il est toutefois un membre pivot qui occasionnellement formait des majorités avec les juges progressistes lorsqu'ils étaient quatre. Mais depuis le premier mandat du président Trump, il n'y a plus que trois juges réputés progressistes.
Son vote est déterminant en 2012 pour la validation de l'Obamacare.
En 2020, il devient le troisième président de la Cour suprême à présider un procès en destitution devant le Sénat après la mise en accusation (impeachment) par la Chambre des représentants de Donald Trump, président des États-Unis.

## Biographie

### Diplômé d'Harvard
Roberts est né à Buffalo dans l'État de New York. Il est le fils de John Glover Roberts, Sr., et de sa femme, née Rosemary Podrasky. Il est diplômé d'une licence de l'Université Harvard en 1976 et a reçu son diplôme Juris Doctorate de la faculté de droit d'Harvard (Harvard Law School) en 1979. Il est membre de Phi Beta Kappa.

### Conseiller juridique pour des personnalités de premier plan
Après ses études, Roberts travaille d'abord comme assistant pour Henry Friendly, à la cour d'appel des États-Unis pour le deuxième circuit, et garde ce poste jusqu'en 1980. De 1980 à 1981, il est assistant de William Rehnquist à la Cour suprême.
De 1981 à 1982, Roberts est l'assistant spécial du procureur général William French Smith, sous la présidence de Ronald Reagan. En 1982, Roberts devient conseiller du président lui-même, et reste à ce poste jusqu'en 1986.

### Entre privé et public, une carrière de plaideur
Roberts commence ensuite une carrière dans le privé, en tant qu'associé à la Hogan & Hartson, basée à Washington, D.C., nouvellement fusionné avec Lovells, désormais Hogan & Lovells mais retourne au gouvernement pour servir sous George H. W. Bush de 1989 à 1993 comme Principal Deputy Solicitor General. À ce poste, il défendit 39 cas devant la Cour suprême, et en gagna 25.

### Premier échec face au Sénat
En 1992, Roberts fut nommé à la cour d'appel pour le District de Columbia, mais l'opposition des démocrates empêcha tout vote sur la question. Il retourna travailler pour Hogan & Hartson en 1993, après la défaite de Bush face à Clinton lors de la présidentielle de 1992.

### Intégration à la magistrature fédérale
Roberts est renommé à la Cour d'appel pour le district de Columbia par le président George W. Bush le 7 janvier 2003 afin de remplacer James L. Buckley. Ce choix est confirmé par le Sénat, après auditions devant le Comité judiciaire, le 8 mai, et il prend ses fonctions le 2 juin 2003. John Roberts traite notamment, en 2005, de l'affaire Hamdan c. Rumsfeld, dans laquelle il soutient la légitimité des commission militaire de Guantánamo et refuse l'application directe des normes du droit international (en l'espèce, des Conventions de Genève).

### Président de la Cour suprême des États-Unis

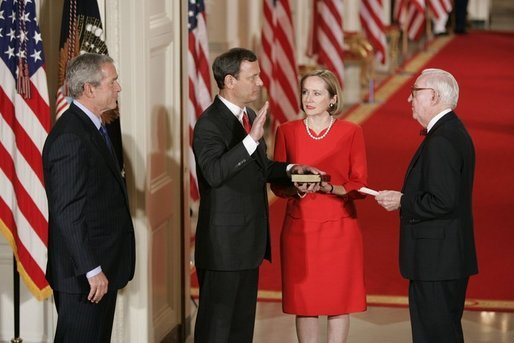
Prestation de serment devant le président Bush, son épouse Jane Roberts et le juge John-Paul Stevens dans l'East Room à la Maison Blanche.

#### Nomination
Le 19 juillet 2005, Roberts est nommé par le président George W. Bush pour remplacer Sandra Day O'Connor en tant que Associate Justice à la Cour suprême, qui avait annoncé sa démission le 1er juillet.
Le 5 septembre 2005, Roberts est nommé comme potentiel président de la Cour suprême par George W. Bush, en attendant l'approbation du Sénat. Le poste était vacant depuis le 3 septembre et la mort de son titulaire, William Rehnquist. 
Plusieurs noms étaient envisagés pour le successeur de Rehnquist, le plus souvent des juges fédéraux : Alberto Gonzales, Michael Luttig, Edith Brown Clement, Samuel Alito, Michael McConnell, Emilio Garza, James Harvie Wilkinson III. La possibilité d'élever Antonin Scalia ou Clarence Thomas à la plus haute fonction était aussi évoquée,.
Aux premiers jours des auditions parlementaires au Sénat en vue de la confirmation de sa nomination, il déclare être « sans programme » et « sans plate-forme », définissant son rôle de juge comme celui d'un arbitre qui n'a pas à établir les règles mais à les faire respecter. Il entendrait respecter la chose jugée, notamment sur l'avortement, sans chercher à faire table rase de la jurisprudence.
Le 22 septembre 2005, la commission judiciaire du Sénat donne un avis positif à sa nomination par 13 voix contre 5 (Joe Biden, Dick Durbin, Dianne Feinstein, Edward Moore Kennedy, Chuck Schumer).
Le 29 septembre, la confirmation du Sénat est acquise par 78 voix (55 républicains, 22 démocrates et un indépendant) contre 22 voix (toutes démocrates dont celle d'Hillary Clinton, John Kerry, Barack Obama, Joe Biden, Harry Reid et Ted Kennedy). Il prête alors serment quelques heures après sa confirmation et devient le 17e président de la Cour suprême des États-Unis, son plus jeune président depuis deux siècles.

#### Investiture de Barack Obama

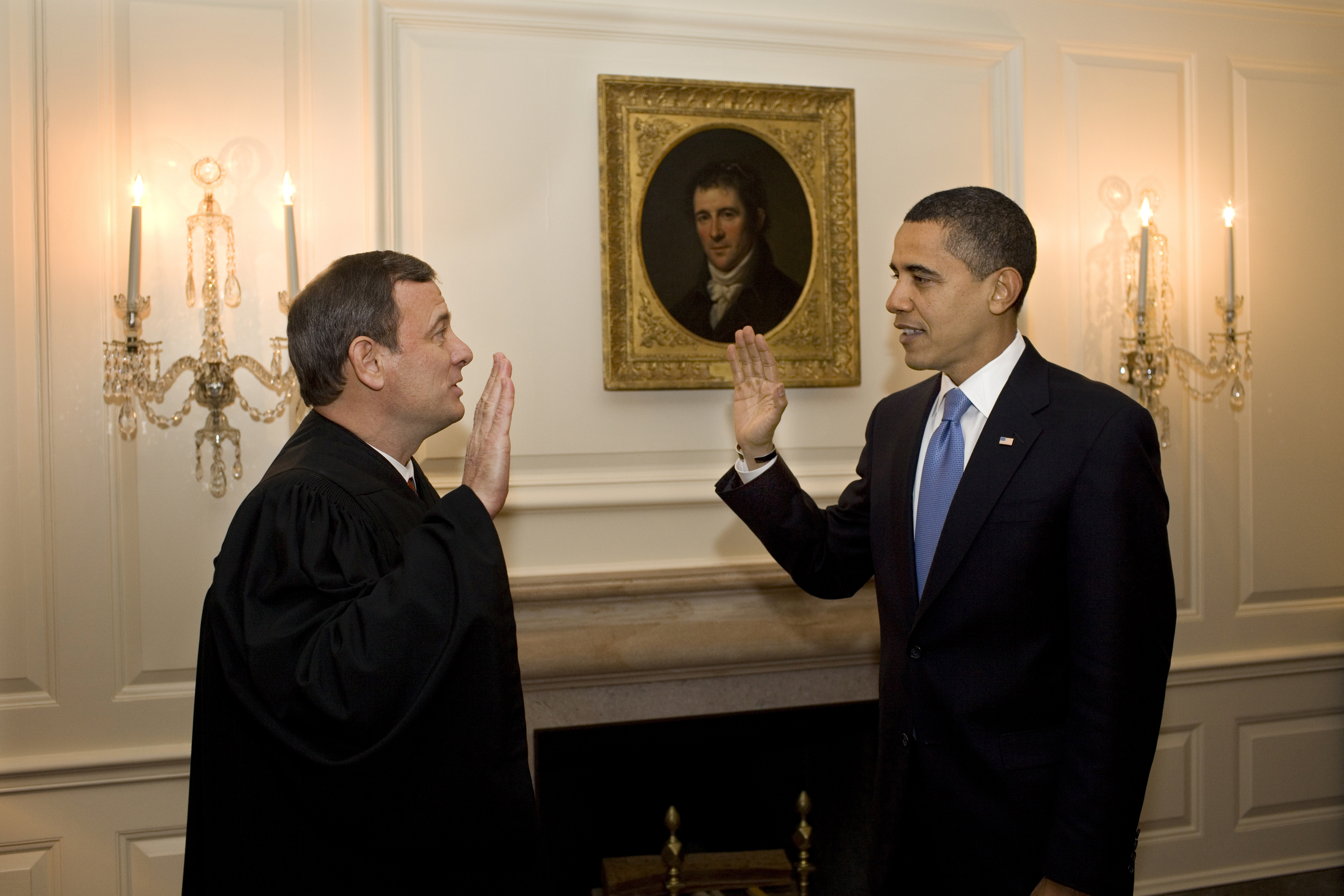
Barack Obama prête serment devant Roberts une seconde fois le 21 janvier 2009.

Le 20 janvier 2009, lors de la cérémonie d'investiture de Barack Obama comme 44e président des États-Unis, c'est Roberts qui lui fait prêter serment, à 12 h 6, sur la bible d'Abraham Lincoln. C'est sa première prestation de serment présidentiel et la première fois dans l'histoire américaine qu'un président de la Cour suprême fait prêter serment à un président qui a voté contre sa nomination à la Cour.
Un petit incident intervient au cours de cette prestation. Dans une des phrases du serment, Roberts, qui ne lit pas de texte, inverse la position du mot « faithfully » (loyalement) et prononce « President to the United States » au lieu de « President of the United States », faisant hésiter Barack Obama dans sa répétition de la phrase. Puis, Roberts prononce la phrase correctement mais cette fois c'est Barack Obama qui place incorrectement le mot « faithfully ». Le lendemain soir, une seconde prestation de serment a lieu dans la Map Room de la Maison Blanche devant quelques journalistes. Roberts et Obama répètent le serment correctement. C'était selon la Maison Blanche, par extrême prudence juridique et pour ne pas prendre le risque que la prestation initiale soit un jour attaquée. Le journaliste Chris Wallace de la chaîne conservatrice Fox News Channel s'était interrogé à l'antenne après la première prestation de serment de savoir si Obama était vraiment président.

#### Procès en destitution de Donald Trump devant le Sénat

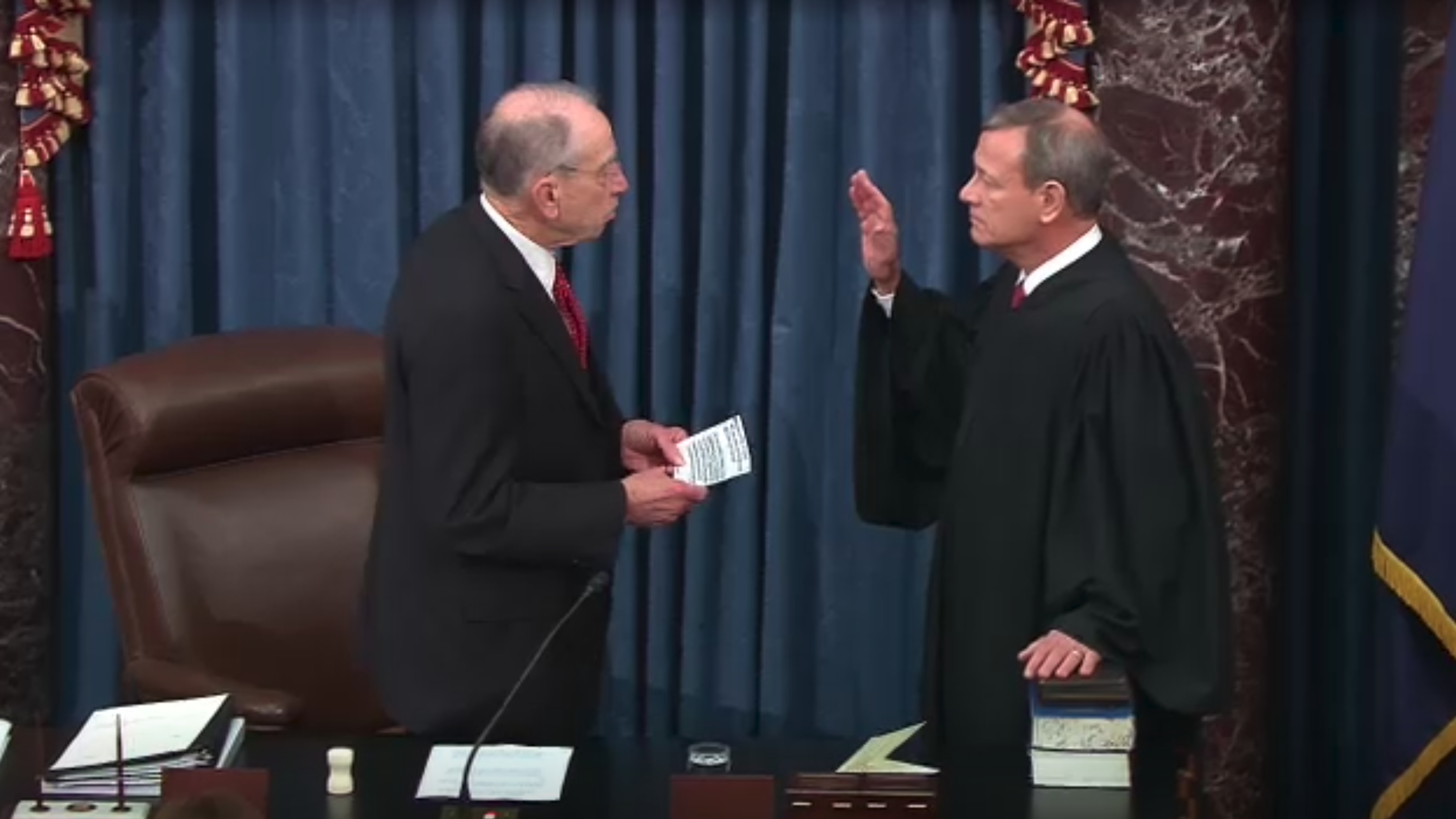
Le sénateur Chuck Grassley, président pro tempore du Sénat, administrant la prestation de serment du président de la Cour suprême John Roberts.

Le 16 janvier 2020, il prête serment et devient le troisième président de la Cour suprême à présider un procès en destitution devant le Sénat après la mise en accusation (impeachment) par la Chambre des représentants en décembre 2019 de Donald Trump, 45e président des États-Unis. Il ne préside pas le second procès de destitution en février 2021 du fait que Donald Trump n'est alors plus président.

## Philosophie judiciaire

### Fédéralisme
Tout comme son prédécesseur Rehnquist, dans la lignée du « néo-fédéralisme », Roberts accorde plus de compétences aux États qu'au gouvernement fédéral,.

### Concernant les détenus de Guantanamo
Ayant déjà eu à connaître de l'affaire Hamdan v. Rumsfeld lorsqu'il était juge à la Cour d'appel, en 2005, il s'est opposé à la décision majoritaire de la Cour dans l'arrêt Boumediene v. Bush (en) du 12 juin 2008, concernant les combattants illégaux et leur donnant droit à l'accès au système judiciaire ordinaire.

### Concernant l'avortement
Dans une note devant la Cour suprême Rust v. Sullivan, 500 U.S. 173, (1991), Roberts, en tant que Deputy Solicitor General, contribua à un texte qui affirmait :
« Nous continuons à penser que Roe v. Wade a été une erreur et devrait être renversé. Comme expliqué plus profondément dans nos notes, classé comme amicus curiae, dans Hodgson v. Minnesota, 110 S. Ct. 2926 (1990) ; Webster v. Reproductive Health Services, 109 S. Ct. 3040 (1989) ; Thornburgh v. American College of Obstetricians and Gynecologists, 476 U.S. 747 (1986) ; et City of Akron v. Akron Center for Reproductive Health, 462 U.S. 416 (1983), la conclusion de la cour dans Roe comme quoi il y a un droit fondamental à l'avortement et que le gouvernement n'a pas le droit de protéger la vie humaine avant la naissance au cours de la grossesse ne trouve de soutien dans aucun texte, structure, ni dans l'histoire de la Constitution. »
En 2003, lors de son oral de confirmation, Roberts déclara : « Roe v. Wade est la loi présente de ce pays… Il n'y a rien dans mes opinions personnelles qui m'empêcherait d'appliquer pleinement ce précédent. »
Lors de son oral de confirmation devant le comité du Sénat pour les affaires judiciaires, Roberts a évité avec succès de donner ses opinions personnelles concernant l'avortement et le contrôle des naissances se cantonnant à apporter des réponses relatives à ses capacités juridiques et professionnelles. Il a cependant déclaré que l'arrêt Planned Parenthood v. Casey (en) qui, en 1992, a maintenu le principe d'un droit constitutionnel à l'avortement établi par la décision Roe v. Wade de 1973 est un précédent valide.
En 2022, la Cour, ayant une solide majorité conservatrice, décide de l'arrêt Dobbs v. Jackson Women's Health Organization qui renverse Roe v. Wade. Roberts vota pour l'application de la loi alors contestée du Mississippi, interdisant l'avortement ultérieur à 15 semaines de grossesse, mais ne rejoint pas les cinq juges assesseurs conservateurs pour renverser Roe v. Wade au nom de la règle du précédent qu'il applique souvent.

### Régulations environnementales
Roberts a souvent, aussi bien en public que dans son travail privé, pris position contre les régulations gouvernementales concernant l'environnement. Roberts a plaidé contre le droit individuel des citoyens de poursuivre le gouvernement pour des violations des règlements environnementaux dans Lujan v. National Wildlife Federation.
Roberts a aussi plaidé pour le compte de la National Mining Association la légalité du mountaintop removal, une pratique d'extraction particulièrement controversée, dans l'affaire Bragg v. West Virginia Coal Association.

### Sur la réforme de santé
En juin 2012, il crée la surprise en rejoignant les quatre juges progressistes (Breyer, Ginsburg, Sotomayor et Kagan) pour valider la réforme de santé Obamacare décriée par les républicains, avec 5 juges pour et 4 contre. Roberts avait déclaré être personnellement contre mais que la réforme ne présentait pas d'élément anticonstitutionnel, et a donc voté sa validation.

### Sur les déclarations du Président Trump
En novembre 2018, un juge fédéral de San Francisco, Jon S. Tigar (en), qui a invalidé un des décrets du président Donald Trump, est visé par une déclaration de ce dernier selon lequel « C'est un juge pro-Obama et cela n'arrivera plus ». En réponse, Roberts réaffirme, dans un communiqué, l'impartialité des magistrats : « Nous n'avons pas de juges pro-Obama, ou Trump, ou Bush, ou Clinton ».
En mars 2025, après la suspension par James Boasberg, juge fédéral à Washington, de toute expulsion de migrant par décret présidentiel, le président Trump déclare sur sa plateforme Truth Social « Ce juge, comme beaucoup des juges corrompus devant lesquels je suis forcé de comparaître, devrait être destitué ». Le 18 mars, Roberts déclare, dans un communiqué de la Cour suprême, que « depuis plus de deux siècles, il est établi que la destitution n’est pas une réponse appropriée à un désaccord à propos d’une décision de justice ».

## Vie privée
Catholique pratiquant, il est marié à Jane Roberts, et a deux enfants.